# 파리 식물원

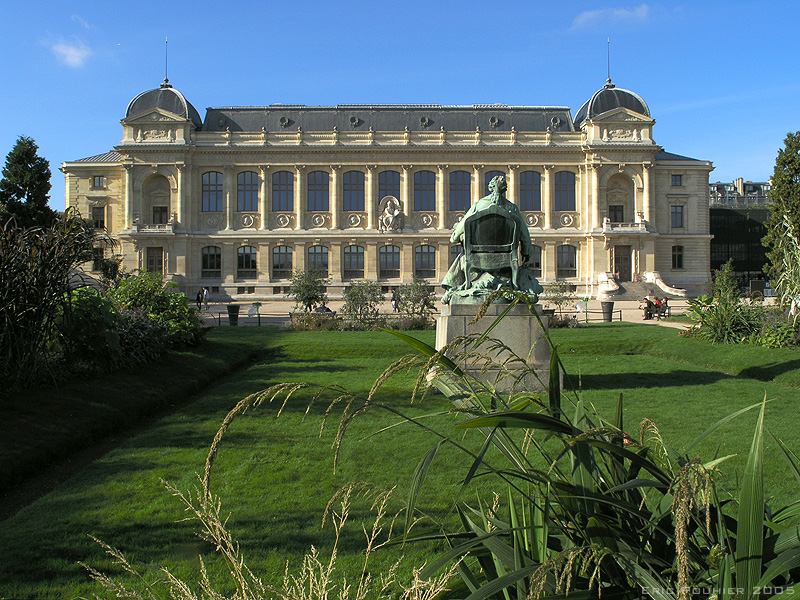
식물원 내부에 있는 혁명의 대진화관 외부 모습

파리 식물원(프랑스어: Jardin des Plantes)은 프랑스를 대표하는 식물원 중 하나이다. 파리 5 구역에 속해 있으며 센강의 왼쪽 편에 있다. 식물원의 면적은 총 28 헥타르이다.

Jardin des plantes de Paris

## 정원
자연사박물관 미술관이 파리 식물원과 함께 위치한다. 크게 네 갤러리로 구성되는데 혁명 대진화관(Grande Galerie de Evolution), 광물학 박물관, 고생물학 박물관, 곤충학박물관으로 구성된다. 정원에 더해 수족관과 작은 동물원이 1795년 설치됐다. 사실 처음에는 베르사유 궁전의 귀족들이 노닐 공간으로 만들어진 것이다.

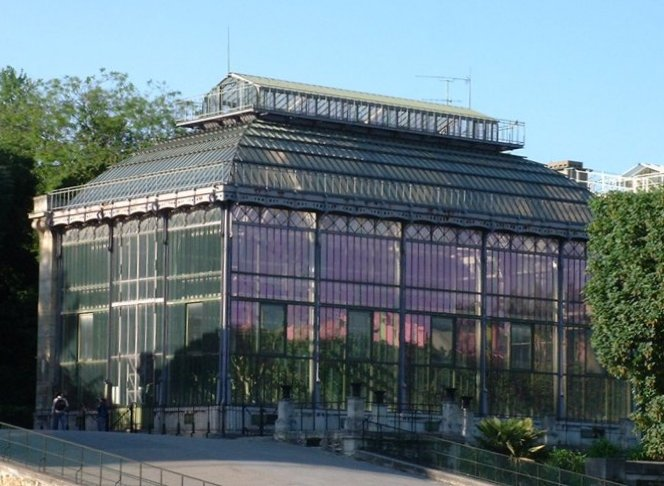
멕시코식 온실

파리 식물원에는 정원에 대해 가르치는 전문 학교가 있으며 정원의 구조나 씨의 교습법, 식물의 다양성에 대해 연구하기도 한다. 분류종에 따라 분류돼 있으며 총 4,500여 종의 식물을 연구한다.
3헥타르 정도는 장식용 식물을 전문으로 다루면서 원예농업을 위한 공겁을 마련해 놓았고 3,000여 종의 고산 식물은 따로 구별되어 그 자태를 자랑한다. 겨울용 정원이나 멕시코, 오스트레일리아의 환경에 맞게 고안된 온실이 특산종을 보존하는 기능을 맡고 있다. 1990년에 문을 연 장미 정원은 장미 나무와 수백여 종의 장미가 피어 있다.

## 역사

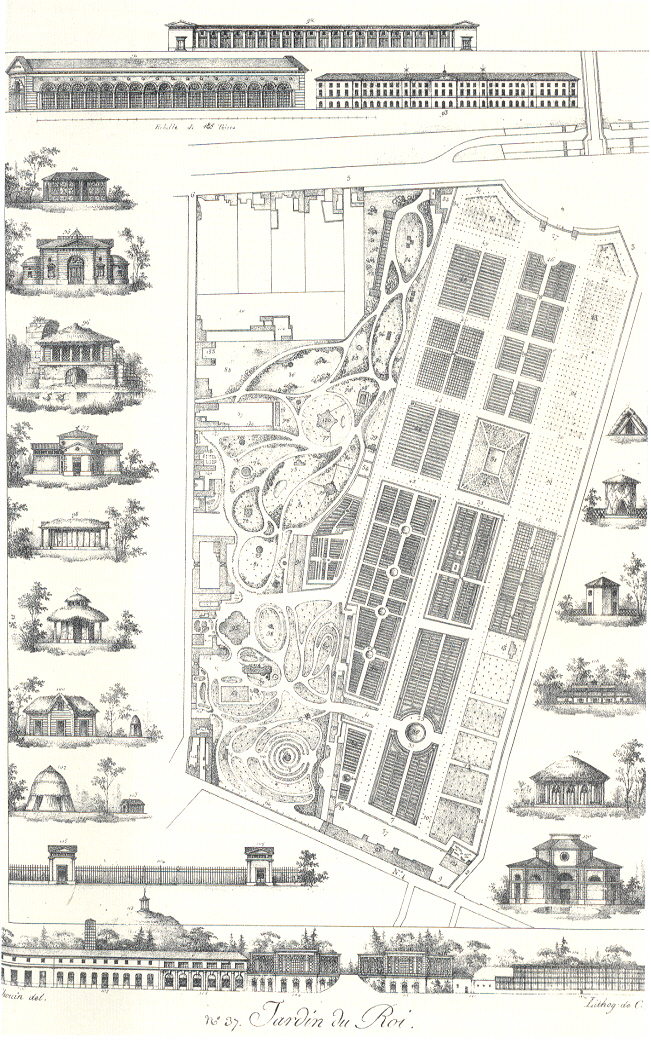
1820년의 파리 식물원 모습

식물원은 루이 13세의 정원사이던 기 라 브로시가 1626년 고안한 것으로 사실은 치료 목적으로 약초를 심으면서 가꾸기 시작한 것이다. 원래는 Jardin du Roi로 알려져 있었다가 1640년 일반에 공개됐다.
한동안 침체기를 겪은 뒤 장 밥티스트 콜베르라는 사람이 정원 경영을 맡게 됐다. 1693년부터는 기 크레셍 패곤이라는 사람이 경영을 맡게 됐으며 수많은 식물학자들과 함께 정원 경영을 하게 된다.
1739년 조르헤 루이스 레크렉이 큐레이터가 됐으며 이후 여러 번의 시도를 거쳐 현재에 이르고 있다. 1792년 왕실 동물원(Royal Menagerie)은 베르사유 궁전으로 옮겨 갔다.

## 같이 보기
- 오퇴유 식물원